# Daniel Angermayr
Daniel Angermayr (* 1974 in Vöcklabruck) ist ein österreichischer Bühnen- und Kostümbildner.
Er studierte von 1997 bis 2001 Bühnen- und Filmgestaltung an der Universität für angewandte Kunst Wien.
Als Bühnen- und Kostümbildner arbeitete er an zahlreichen Theater- und Opernhäusern u. a. am Burgtheater Wien, Volksbühne Berlin, Bayerische Staatsoper München, Semperoper Dresden, Staatstheater Stuttgart, Bayreuther Festspiele, Nationaltheater Oslo, Nationaltheater Island, Schauspielhaus Bochum, Schauspiel Frankfurt, Nationaltheater Mannheim, Landestheater Linz. Er war Bühnenbildner von Christoph Schlingensief (u. a. für „Parsifal“ bei den Bayreuther Festspielen von 2004 bis 2007 gemeinsam mit Thomas Goerge) und arbeitet aktuell mit Regisseurinnen und Regisseuren wie Thorleifur Örn Arnarsson, Fanny Brunner, Una Thorleifsdottir, Hermann Schmidt-Rahmer, oder Manuel Schmitt.
Ausstellungen seiner fotografischen Arbeiten waren in Wien, Hamburg, Frankfurt, Linz, Vöcklabruck oder Attersee zu sehen.
Daniel Angermayr lebt mit seiner Frau und drei Kindern in Wien und Alt-Lenzing.